# P'isaqiri
P'isaqiri (aymara p'isaqa Nothoprocta, -ni suffix, också Pisakerí, Pisakheri) är ett berg i Bolivia.   Det ligger i departementet Oruro, i den sydvästra delen av landet, 400 km väster om huvudstaden Sucre. Toppen på P'isaqiri är 4 645 meter över havet, eller 474 meter över den omgivande terrängen. Bredden vid basen är 7,0 km.
Terrängen runt P'isaqiri är huvudsakligen kuperad. Trakten är glest befolkad. Närmaste större samhälle är La Rivera, 6,5 km sydost om P'isaqiri. 